# 오즈드

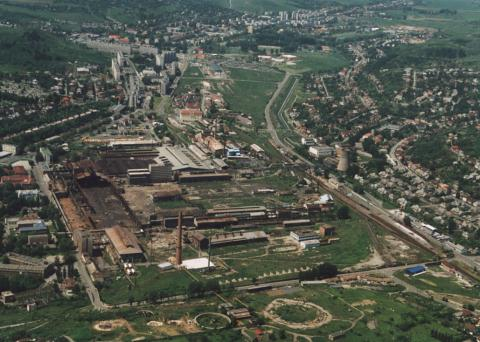
오즈드

오즈드(헝가리어: Ózd)는 헝가리 보르쇼드어버우이젬플렌 주에 위치한 도시로 면적은 91.56km2, 인구는 35,621명(2009년 기준), 인구 밀도는 397.3명/km2이다. 미슈콜츠(보르쇼드어버우이젬플렌 주의 주도)에서 북쪽으로 40km 정도 떨어진 곳에 위치한다.

시 문장